# ムーミンまんがシリーズ
『ムーミンまんがシリーズ』は、日本のアニメ「ムーミン」がテレビで放送を始めるときに合わせて講談社が1969年から1970年まで出版した全10巻の漫画のシリーズである。フィンランドの作家トーベ・ヤンソンと弟ラルス・ヤンソンが共同で執筆した新聞漫画の翻訳。

## 概要
このシリーズが出版されるきっかけのアニメーション「ムーミン」は日本の瑞鷹 (アニメーション製作会社)代表の高橋茂人がトーベ・ヤンソンの許諾を受けて製作され、1969年にフジテレビで放送を開始、1972年に続編を放送した。
原作は1954年からイギリスの大衆紙「イブニング・ニューズ」に載った新聞漫画で、1話から21話 (1960年) までトーベ・ヤンソン（小説『ムーミン』の作者）が絵とストーリーを、1957年から1960年までのあいだはストーリーを担当する弟のラルス・ヤンソンと共作。1961年に引き継ぐとラルスは1974年の連載終了までストーリーと絵をひとりで手がけている。もともとトーベの原作はスウェーデン語で書かれ（ヤンソン家はスウェーデン語系フィンランド人）、新聞社に頼まれて英訳したのは語学が堪能なラルスである。彼は姉の漫画の一部の作品で構想を分担しており、やがて制作そのものを引き継ぐ契機は母のシグネに「新聞漫画は今後ラルスが書きなさい」と言われたことだという。

## ムーミンまんがシリーズ
講談社が1969年から1970年まで発行した「ムーミンまんがシリーズ」全10巻は草森紳一が解説した。原作の「スノークのお嬢さん」というキャラクターの名前を「ノンノン」に変えている。
1. とってもムーミン　1969年
2. びっくりムーミン　1970年
3. それいけムーミン　1970年
4. ぐっときてムーミン　1970年
5. ハレハレムーミン　1970年
6. ムーミンワルツ　1970年
7. あの日のムーミン　1970年
8. いうなればムーミン　1970年
9. やったぜムーミン　1970年
10. そこぬけムーミン　1970年

## 関連するアニメ絵本、コミックス
講談社まんがシリーズがイギリスの新聞漫画から生まれたのに対して、同社発行の「カラーテレビ版絵本ムーミン名作絵ばなし」シリーズはヤンソン姉弟の絵ではなく1969年放送のテレビアニメ版のキャラクターを使い、題材は1969年から1972年までの放送から採った。絵本の発売終了後、1990年に福武書店 (現・ベネッセコーポレーション) から「ムーミンの冒険日記」シリーズ、筑摩書房から「ムーミンコミックス」のシリーズが出版されている。

### カラーテレビ版絵本ムーミン名作絵ばなし
出版社は講談社、原作トーベ・ヤンソン、構成は瑞鷹エンタープライズ、作画はアド・コスモ河内松男他。
1. ムーミンだにのムーミン 1969年
2. かえってきたノンノン (木村光雄作画) 1969年
3. さよならガオガオ 1970年
4. ムーミンだにのすいせい 1970年
5. ふしぎなふたりのこびと 1971年
6. あくまをやっつけろ 1971年
7. ムーミンつきへいく 1970年
8. おさびしやまのふしぎのいずみ 1970年
9. ほをあげろムーミンごう 1970年
10. すてきなすてきなスナフキン (木村光雄作画) 1969年
11. ちびのミイだいさくせん (木村光雄作画) 1969年
12. ノンノンこっちをむいて (橋本克彦構成) 1970年
13. ニョロニョロのひみつ (橋本克彦構成) 1970年
14. ごめんねスティンキー 1971年
15. これはびっくりごせんぞさま 1971年
16. きんのうまぎんのうま 1970年
17. ムーミンがホルンをふけば (河内松男構成) 1972年
18. ムーミンかがみのくにへ (河内松男構成) 1972年
19. ムーミンといるかのポピー (河内松男構成) 1972年
20. ムーミンとしあわせのはな (河内松男構成) 1970年
21. ムーミンだにのニョロニョロじけん 1970年
22. ムーミンはノンノンといっしょ (河内松男構成) 1972年

### 絵本こみっくす「ムーミンの冒険日記」
出版社は福武書店。著者はトーベ・ヤンソンとラルス・ヤンソン、翻訳は野中しぎ。
1. ムーミン英雄になる 1991年
2. ムーミンパパの幸せな日々 1991年
3. ご先祖さまは難破船あらし!? 1991年
4. ムーミン家をたてる 1991年
5. ジャングルになったムーミン谷 1991年
6. ムーミン谷に彗星がふる日 1992年
7. ムーミン谷のスポーツ大会騒動 1992年
8. ムーミン南の海へゆく 1992年
9. ムーミン一家とメイドのミザベル 1992年
10. ムーミン谷に火星ジン!? 1993年

### ムーミン・コミックス
筑摩書房が出版した漫画のシリーズ。いずれもトーベとラルス・ヤンソン姉弟の共作。翻訳は冨原眞弓。
1. 黄金のシッポ 2000年
2. あこがれの遠い土地 2000年
3. ムーミン、海へいく 2000年
4. 恋するムーミン 2000年
5. ムーミン谷のクリスマス 2000年
6. おかしなお客さん 2000年
7. まいごの火星人 2001年
8. ムーミンパパとひみつ団 2001年
9. 彗星がふってくる日 2001年
10. 春の気分 2001年
11. 魔法のカエルとおとぎの国 2001年
12. ふしぎなごっこ遊び 2001年
13. しあわせな日々 2001年
14. ひとりぼっちのムーミン 2001年